# Protonemura ausonia
Protonemura ausonia är en bäcksländeart som först beskrevs av Giovanni Consiglio 1955.  Protonemura ausonia ingår i släktet Protonemura och familjen kryssbäcksländor.

## Underarter
Arten delas in i följande underarter:
- P. a. padana
- P. a. ausonia